# Justin Chu Cary
Justin Chu Cary es un actor estadounidense que protagoniza Black Summer de Netflix. La serie es una precuela de Z Nation.

## Primeros años y carrera
Justin Chu Cary creció en Oakland, California, hijo de padre afroamericano y madre chino-estadounidense. Fue a la Universidad de California en Davis donde compitió en atletismo y corrió los relevos de 800M y 4x400M después de ser atleta de 3 deportes en Berkeley High School.
Después de trabajar en teatro en Los Ángeles, además de aparecer en algunas series de televisión, fue elegido para la serie de Netflix Black Summer. También es diseñador gráfico y dibujante de cómics.

## Filmografía

### Películas
| Año  | Título                                        | Papel     | Notas                  |
| ---- | --------------------------------------------- | --------- | ---------------------- |
| 2008 | The Other Way Round                           | Ben       | Cortometraje           |
| 2009 | Straight Talk: The Truth About Teen Pregnancy | Chris     | Cortometraje           |
| 2009 | Midnight Ride                                 | Ollie     | Cortometraje           |
| 2011 | Naomi                                         | Dad       | Cortometraje           |
| 2014 | Old Soul                                      | Bartender | Película de televisión |
| 2018 | Blindspotting                                 | Tin       |                        |
| 2018 | Tokyo Ghoul                                   | Dr. Kanou | Cortometraje           |
| 2022 | As They Made Us                               | Jay       |                        |

### Televisión
| Año     | Título            | Papel                                         | Notas                                                    |
| ------- | ----------------- | --------------------------------------------- | -------------------------------------------------------- |
| 2009    | Lost Tapes        | Tyler Crenshaw                                | Episodio: "White River Monster"                          |
| 2011    | Love That Girl!   | 8 Pack Man                                    | Episodio: "A Fool for You"                               |
| 2012    | Ringer            | Walter                                        | Episodio: "Maybe We Can Get a Dog Instead?"              |
| 2012    | Days of Our Lives | Karim                                         | Regular Cast                                             |
| 2014    | NCIS              | Sargento de Estado Mayor Martin "Shooter" Roe | Episodio: "Shooter"                                      |
| 2015    | Review            | Mike                                          | Episodio: "Buried Alive, 6 Star Review, Public Speaking" |
| 2015    | Supergirl         | Guardia #1                                    | Episodio: "Stronger Together"                            |
| 2015    | Faking It         | Supervisor                                    | Episodio: "School's Out"                                 |
| 2015    | HTMAST            | James                                         | Episodio: "I'm Good" & "Market Research"                 |
| 2016    | Colony            | Oficial de seguridad de Checkpoint Home       | Episodio: "Pilot"                                        |
| 2016    | Scorpion          | Bartender                                     | Episodio: "Sun of a Gun"                                 |
| 2016    | Jane the Virgin   | Chico #1                                      | Episodio: Chapter Thirty-Two                             |
| 2016    | We Are Fathers    | Kevin                                         | Recurring cast                                           |
| 2016    | Game Shakers      | Lumpy                                         | Episodio: Babe's Bench                                   |
| 2017    | Lucifer           | Benson Reeves                                 | Episodio: "Welcome Back, Charlotte Richards"             |
| 2017    | Major Crimes      | Manny                                         | Episodio: "Conspiracy Theory: Part 4"                    |
| 2018    | S.W.A.T.          | Devin                                         | Episodio: "Crews"                                        |
| 2019    | Quarantine        | Ever                                          | Recurrente                                               |
| 2019-21 | Black Summer      | Spears                                        | Protagonista                                             |
| 2021    | Blindspotting     | Rob                                           | Recurrente                                               |